# 節儉數
節儉數（frugal number）是指一正整數質因數分解（包括指數）的總位數小於整數本身的位數。 以十進制的125為例，質因數分解為53，只有二位數，小於其本身位數的三位數，因此125為節儉數。其他進制下也有節儉數，例如32為二進制下的節儉數，因為10101 = 100000。
大多數的節儉數都是素數的冪，在十進制下，第一個不是素數的冪的節儉數是1029=3x73。
可以用素數的幂來產生節儉數，素數的高次幂多半會是節儉數，由於素數有無限多個，因此也會有無限多個節儉數。
十進制下的前幾個節儉數為：
125, 128, 243, 256, 343, 512, 625, 729, 1024, 1029, 1215, 1250, 1280, 1331, 1369, 1458, 1536, 1681, 1701, 1715, 1792, 1849, 1875（OEIS數列A046759）

## 數學定義
令{\displaystyle b>1}為進制的數字，{\displaystyle K_{b}(n)=\lfloor \log _{b}{n}\rfloor +1} 為自然數{\displaystyle n}在{\displaystyle b}進制下的位數。自然數{\displaystyle n}的質數分解為n
{\displaystyle n=\prod _{\stackrel {p\,\mid \,n}{p{\text{ prime}}}}p^{v_{p}(n)}}
其中{\displaystyle v_{p}(n)}是{\displaystyle n}的P進賦值，則{\displaystyle n}在{\displaystyle b}進制下為節儉數，若
{\displaystyle K_{b}(n)>\sum _{\stackrel {p\,\mid \,n}{p{\text{ prime}}}}K_{b}(p)+\sum _{\stackrel {p^{2}\,\mid \,n}{p{\text{ prime}}}}K_{b}(v_{p}(n)).}